# Cabrera (Repubblica Dominicana)
Cabrera è un comune della Repubblica Dominicana di 26.655 abitanti, situato nella Provincia di María Trinidad Sánchez. Comprende, oltre al capoluogo, due distretti municipali: Arroyo Salado e La Entrada.